# Syngamia flavipicta
Syngamia flavipicta là một loài bướm đêm trong họ Crambidae.